# Sesleria
Sesleria (synoniem: Sesleriella) is een geslacht uit de grassenfamilie (Poaceae). De soorten van dit geslacht komen voor in Europa, Afrika en gematigd Azië.

## Soorten
Van het geslacht zijn de volgende ruim dertig soorten bekend:
- Sesleria achtarovii Deyl
- Sesleria alba Sm.
- Sesleria albanica Ujhelyi
- Sesleria albicans Kit. ex Schult. (Blauwgras)
- Sesleria angustifolia (Hack. & Beck) Deyl
- Sesleria araratica Kit Tan
- Sesleria argentea (Savi) Savi
- Sesleria autumnalis (Scop.) F.W.Schultz
- Sesleria bielzii Schur
- Sesleria caerulea (L.) Ard.
- Sesleria calabrica (Deyl) Di Pietro
- Sesleria coerulans Friv.
- Sesleria comosa Velen.
- Sesleria doerfleri Hayek
- Sesleria filifolia Hoppe
- Sesleria heufleriana Schur
- Sesleria insularis Sommier
- Sesleria italica (Pamp.) Ujhelyi
- Sesleria juncifolia Suffren
- Sesleria klasterskyi Deyl
- Sesleria korabensis (Kümmerle & Jáv.) Deyl
- Sesleria latifolia (Adamovic) Degen
- Sesleria nitida Ten.
- Sesleria phleoides Steven ex Roem. & Schult.
- Sesleria pichiana Foggi, Gr.Rossi & Pignotti
- Sesleria rigida Heuff. ex Rchb.
- Sesleria robusta Schott, Nyman & Kotschy
- Sesleria sadleriana Janka
- Sesleria serbica (Adamovic) Ujhelyi
- Sesleria skipetarum Ujhelyi
- Sesleria tatrae (Degen) Deyl
- Sesleria taygetea Hayek
- Sesleria tenerrima (Fritsch) Hayek
- Sesleria × tuzsonii (Ujhelyi) Ujhelyi
- Sesleria uliginosa Opiz
- Sesleria vaginalis Boiss. & Orph.
- Sesleria wettsteinii Dörfl. & Hayek